# Weihwasserbecken (Saint-Paul-d’Oueil)

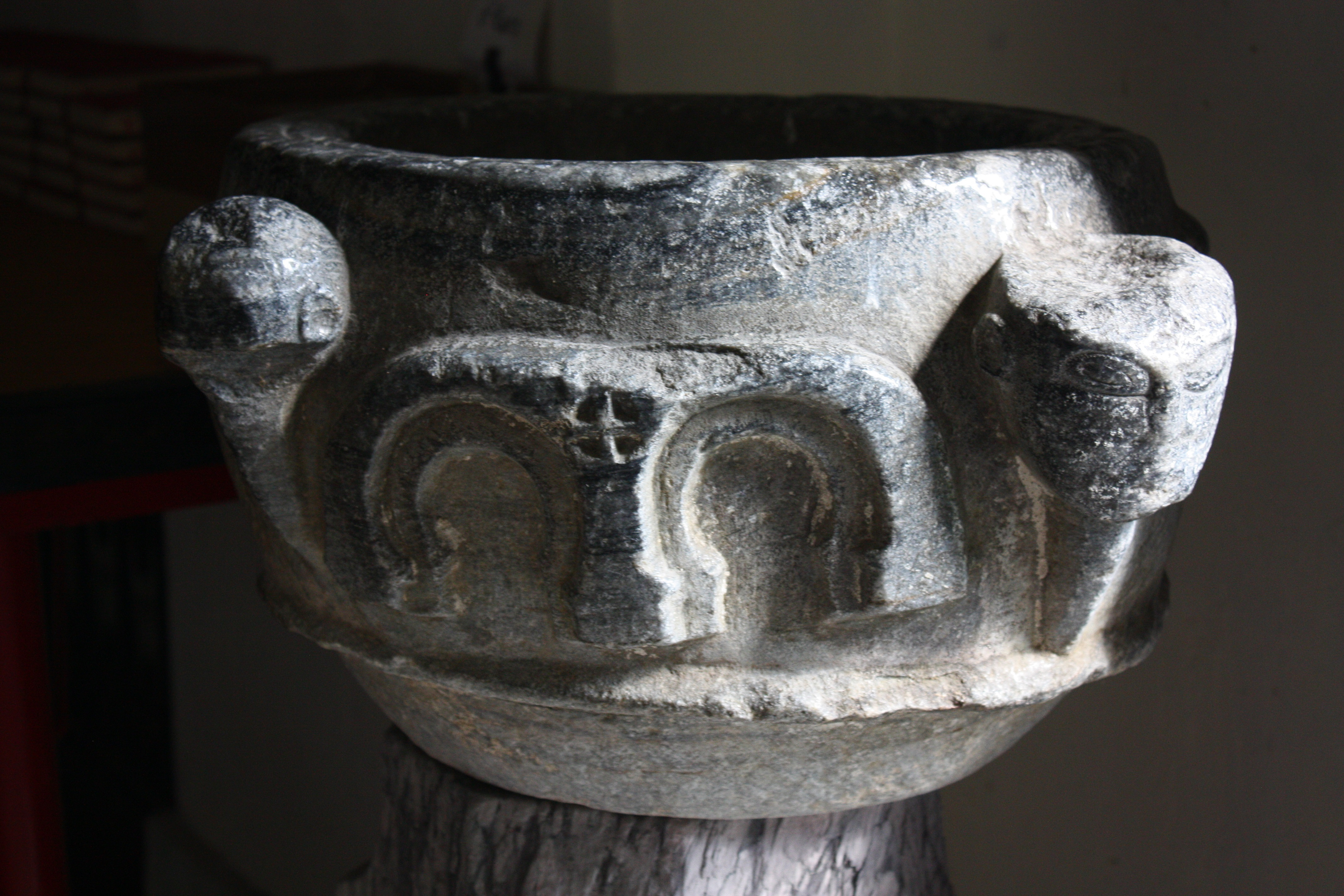
Weihwasserbecken in Saint-Paul-d’Oueil

Das Weihwasserbecken in der Kirche St-Gordien in Saint-Paul-d’Oueil, einer französischen Gemeinde im Département Haute-Garonne der Region Okzitanien, wurde im 12. Jahrhundert geschaffen. Im Jahr 2013 wurde das romanische Weihwasserbecken als Monument historique in die Liste der denkmalgeschützten Objekte (Base Palissy) in Frankreich aufgenommen.
Das 50 cm hohe Weihwasserbecken aus grauem Marmor ist am oberen mit drei menschlichen Köpfen geschmückt. Dazwischen sind jeweils zwei Hufeisenarkaden zu sehen.